# 兴权会
兴权会全称兴都权益行动委员会（英語：Hindu Rights Action Force, HINDRAF），是由30个兴都教非政府组织联合组成的团体，其目标是维护马来西亚兴都教印度裔的权益与传统。这团体为马来西亚兴都教群体的权益受到侵蚀感到不安，因而在2007年策划了一系列的社会运动。

## 成立背景
2006年4月到5月期间，有多座合法的兴都教寺庙遭马来西亚各地的地方政府拆除。包括了4月21日，吉隆坡市政局以违章建筑为由，用推土机将位于班登的Malaimel Sri Selva Kaliamman兴都庙夷为平地。在莎阿南巴登爪哇，一座已有百年历史的兴都庙也遭当局拆除，引发公愤。
多个兴都教团体发起维权运动，联合组成“兴都权益行动委员会”，就兴都寺庙遭到的当局针对性清拆向当时的马来西亚首相阿都拉·巴达威提出抗议，但未获得回应。兴都教社群指控这是当局有计划的宗教清洗，而政府则表示只是在清除违章建筑，但事实上当中有多座庙宇已是超过百年历史的古老建筑。兴权会指控，平均每三个星期就有一座兴都庙被政府推倒。

## 维权行动
2007年8月31日，在马来西亚国庆日之际，兴权会起诉英国政府，指英国政府在殖民时代结束后未妥善地安置印度裔、令他们在《马来西亚宪法》下应有的合法权利不受保障，因而要求英国做出赔偿，此举也成功吸引国际关注。同年11月15日，他们又提呈了一份备忘录予英国首相布朗。11月25日，在兴权会的号召下，超过3万名兴都教徒在吉隆坡举行大集会，准备提呈一份请愿书要求英女皇御准委任皇家律师，免费为受英殖民地政府剥削的兴都教先辈申冤，以索取4兆美元的赔偿。12月13日，兴权会几名重要领袖遭逮捕，其中5人在马来西亚内安法令下被关押，他们是兴权会领袖包括该会法律顾问乌达雅古玛（P. Uthayakumar）、耿卡哈兰（R. Kenghadharan）、甘纳峇迪劳（V. Ganabatirau）、玛诺卡兰（M. Manoharan）和组织秘书瓦山达古玛（T. Vasanthakumar）。至于当时身在伦敦进行国际游说工作的兴权会主席瓦塔慕迪（P. Waythamoorthy）则选择滞留当地。

## 兴权会效应
2008年马来西亚第12届大选中，执政联盟国阵失去了在国会长期拥有的三分之二绝对多数（修宪门槛）地位，选后各方分析皆认为兴权会效应是其中一个重要因素。由于政府无法有效地排解印裔社群的不满情绪，而导致大量的印裔选票投向反对阵营，其中，被内安法令逮捕而身在甘文丁扣留营的玛诺卡兰即使未能参与选前拉票亦能代表民主行动党参选并获选为雪兰莪哥打阿南莎区州议员可谓最佳证明。

## 兴权会领袖获释
2009年4月，新首相纳吉上台后，在内安法令下被扣留了15个月的甘纳峇迪劳和耿卡哈兰终于获得释放，不过他们皆是在有条件下被释放，必须签署获释条件。随后在5月9日，被扣留了17个月的乌达雅古玛、玛诺卡兰和瓦山达古玛也获得释放。五人之中，只有乌达雅古玛一人拒绝签署获释条件。7月20日，乌达雅古玛宣布成立大马人权党（HRP）。